# Associazione Calcio Reggiana 1981-1982
Questa voce raccoglie le informazioni riguardanti l'Associazione Calcio Reggiana nelle competizioni ufficiali della stagione 1981-1982.

## Stagione
Quattro gli acquisti per la stagione 1980-1981 dei granata, risaliti in Serie B, Piero Volpi dal Como, Stefano Trevisanello dal Pescara, Giuseppe Pallavicini dal Monza e Andrea Carnevale dall'Avellino, che sarà al Napoli e in nazionale. Se ne va il solo Lorenzo Mossini al Como. Al timone della squadra granata viene riconfermato l'allenatore Romano Fogli con l'amministratore unico Franco Vacondio.
La Reggiana riempie sempre il vecchio Mirabello, nel quale viene costruita in cemento la nuova curva nord. Nel settimo girone eliminatorio di Coppa Italia la Reggiana batte Udinese e Pisa, pareggia a Bologna e con la Lazio, qualificandosi per i quarti di finale, verrà eliminata a gennaio 1982 dalla Sampdoria nei tempi supplementari. L'obiettivo di stagione da neopromossa non può essere che la salvezza. Il campionato inizia a Ferrara contro la SPAL, ottenendo un pirotecnico (3-3), poi i granata vengono nettamente battuti in casa dalla Cavese (0-2). La Reggiana soffre per larga parte del campionato. A novembre viene inserito il nuovo acquisto Marco Marocchi preso dal Bologna.
La salvezza certa viene conquistata all'ultimo turno di campionato, con un pareggio (0-0) in quel di Pisa, in una gara alla camomilla che rende tutti felici, coi locali che grazie al pari, conquistano la promozione in Serie A. Una settimana prima il giovane imprenditore del ramo ceramiche, Giovanni Vandelli ha acquistato dal quadrunvirato formato da Carlo Visconti, Giorgio Degola, Gino Lari e Rainero Lombardini, le quote di maggioranza della Reggiana calcio, subentrando come presidente al precedente gestore Franco Vacondio.

## Divise e sponsor
| Prima divisa |

## Rosa
| N. |                   | Ruolo | Calciatore          |
| -- | ----------------- | ----- | ------------------- |
|    | Italia (bandiera) | D     | Pietro Bencini      |
|    | Italia (bandiera) | C     | Roberto Bosco       |
|    | Italia (bandiera) | A     | Giovanni Bruzzone   |
|    | Italia (bandiera) | A     | Andrea Carnevale    |
|    | Italia (bandiera) | D     | Roberto Catterina   |
|    | Italia (bandiera) | D     | Giancarlo Corradini |
|    | Italia (bandiera) | P     | Sergio Eberini      |
|    | Italia (bandiera) | C     | Vittore Erba        |
|    | Italia (bandiera) | C     | Mirko Fogli         |
|    | Italia (bandiera) | C     | Ezio Galasso        |

| N. |                   | Ruolo | Calciatore           |
| -- | ----------------- | ----- | -------------------- |
|    | Italia (bandiera) | P     | Leonardo Lovari      |
|    | Italia (bandiera) | C     | Marco Marocchi       |
|    | Italia (bandiera) | C     | Gianfranco Matteoli  |
|    | Italia (bandiera) | A     | Stefano Paraluppi    |
|    | Italia (bandiera) | D     | Giuseppe Pallavicini |
|    | Italia (bandiera) | C     | Luciano Sola         |
|    | Italia (bandiera) | C     | Stefano Trevisanello |
|    | Italia (bandiera) | D     | Piero Volpi          |
|    | Italia (bandiera) | A     | Flaviano Zandoli     |

## Risultati

### Serie B

#### Girone di andata
| Arbitro: | Benedetti (Roma) |

|                               |           |                                               |
| Bergossi 21’ Tivelli 29’, 41’ | Marcatori | 5’ Carnevale 73’ Bruzzone 79’ S. Trevisanello |

| Arbitro: | Lombardo (Marsala) |

|  |           |                           |
|  | Marcatori | 22’ Crusco 35’ G. Sartori |

| Arbitro: | Lops (Torino) |

|                  |           |          |
| Mauti 90’ (rig.) | Marcatori | 74’ Erba |

| Reggio Emilia 4 ottobre 1981 4ª giornata | Reggiana          | 0 – 0 | Lecce | Stadio Mirabello\| Arbitro: \| Pairetto (Torino) \| |
| Arbitro:                                 | Pairetto (Torino) |       |       |                                                     |

| Arbitro: | Pirandola (Lecce) |

|                                        |           |  |
| M. Nicolini 11’ Vialli 55’ Montani 74’ | Marcatori |  |

| Arbitro: | Bianciardi (Siena) |

|               |           |              |
| Corradini 86’ | Marcatori | 78’ Podavini |

| Arbitro: | Angelelli (Terni) |

|  |           |              |
|  | Marcatori | 81’ Bruzzone |

| Arbitro: | Pairetto (Torino) |

|                                                  |           |  |
| Bruzzone 8’ Sola 52’ Masi 63’ (aut.) Zandoli 67’ | Marcatori |  |

| Catania 8 novembre 1981 9ª giornata | Catania            | 0 – 0 | Reggiana | Stadio Cibali\| Arbitro: \| Patrussi (Ravenna) \| |
| Arbitro:                            | Patrussi (Ravenna) |       |          |                                                   |

| Reggio Emilia 15 novembre 1981 10ª giornata | Reggiana       | 0 – 0 | Pescara | Stadio Mirabello\| Arbitro: \| Tani (Livorno) \| |
| Arbitro:                                    | Tani (Livorno) |       |         |                                                  |

| Arbitro: | Giaffreda (Roma) |

|               |           |  |
| Gibellini 42’ | Marcatori |  |

| Arbitro: | Paparesta (Bari) |

|             |           |           |
| Zandoli 69’ | Marcatori | 40’ Mirra |

| Arbitro: | Milan (Treviso) |

|                               |           |                     |
| Gustinetti 1’ Petruzzelli 77’ | Marcatori | 4’ (aut.) Stanzione |

| Arbitro: | Magni (Bergamo) |

|  |           |               |
|  | Marcatori | 87’ Corradini |

| Arbitro: | Patrussi (Ravenna) |

|               |           |  |
| Carnevale 50’ | Marcatori |  |

| Arbitro: | Bianciardi (Siena) |

|                                   |           |                     |
| Moscon 36’ Bogoni 44’ Schiavi 53’ | Marcatori | 3’ Erba 79’ Zandoli |

| Arbitro: | Lops (Torino) |

|             |           |               |
| Galasso 16’ | Marcatori | 5’ G. De Rosa |

| Arbitro: | Pirandola (Lecce) |

|               |           |  |
| Ceccarini 82’ | Marcatori |  |

| Arbitro: | Pieri (Genova) |

|  |           |             |
|  | Marcatori | 71’ Todesco |

#### Girone di ritorno
| Arbitro: | Lombardo (Marsala) |

|               |           |             |
| Carnevale 69’ | Marcatori | 49’ Malaman |

| Arbitro: | Bianciardi (Siena) |

|                                                               |           |             |
| Catterina 14’ (aut.) De Tommasi 33’ Sasso 55’, 65’ Crusco 73’ | Marcatori | 8’ Matteoli |

| Arbitro: | Barbaresco (Cormons) |

|                                 |           |                 |
| Bruzzone 5’ Matteoli 68’ (rig.) | Marcatori | 41’, 82’ Auteri |

| Lecce 28 febbraio 1982 23ª giornata | Lecce             | 0 – 0 | Reggiana | Stadio Via del Mare\| Arbitro: \| Falzier (Treviso) \| |
| Arbitro:                            | Falzier (Treviso) |       |          |                                                        |

| Arbitro: | Pezzella |

|              |           |            |
| Matteoli 65’ | Marcatori | 24’ Frutti |

| Brescia 14 marzo 1982 25ª giornata | Brescia            | 0 – 0 | Reggiana | Stadio Mario Rigamonti\| Arbitro: \| Patrussi (Ravenna) \| |
| Arbitro:                           | Patrussi (Ravenna) |       |          |                                                            |

| Arbitro: | Benedetti (Roma) |

|               |           |  |
| Carnevale 12’ | Marcatori |  |

| Arbitro: | Lombardo (Marsala) |

|                                |           |  |
| Volpi 10’ (aut.) Torresani 50’ | Marcatori |  |

| Reggio Emilia 4 aprile 1982 28ª giornata | Reggiana          | 0 – 0 | Catania | Stadio Mirabello\| Arbitro: \| Pirandola (Lecce) \| |
| Arbitro:                                 | Pirandola (Lecce) |       |         |                                                     |

| Arbitro: | Leni (Perugia) |

|  |           |              |
|  | Marcatori | 50’ Marocchi |

| Reggio Emilia 18 aprile 1982 30ª giornata | Reggiana          | 0 – 0 | Verona | Stadio Mirabello\| Arbitro: \| Pairetto (Torino) \| |
| Arbitro:                                  | Pairetto (Torino) |       |        |                                                     |

| Roma 25 aprile 1982 31ª giornata | Lazio              | 0 – 0 | Reggiana | Stadio Olimpico\| Arbitro: \| Bianciardi (Siena) \| |
| Arbitro:                         | Bianciardi (Siena) |       |          |                                                     |

| Arbitro: | Tani (Livorno) |

|          |           |                      |
| Sola 12’ | Marcatori | 48’ (rig.) A. Bordon |

| Arbitro: | Facchin (Udine) |

|                     |           |           |
| Matteoli 20’ (rig.) | Marcatori | 54’ Vullo |

| Arbitro: | Ballerini (La Spezia) |

|                |           |               |
| Deogratias 48’ | Marcatori | 30’ Carnevale |

| Arbitro: | Magni (Bergamo) |

|                 |           |  |
| Pallavicini 72’ | Marcatori |  |

| Arbitro: | Barbaresco (Cormons) |

|                       |           |                 |
| G. De Rosa 35’ (rig.) | Marcatori | 32’ (aut.) Oddi |

| Arbitro: | Patrussi (Ravenna) |

|                                         |           |          |
| Matteoli 12’ (rig.) S. Trevisanello 89’ | Marcatori | 35’ Caso |

| Pisa 13 giugno 1982 38ª giornata | Pisa                | 0 – 0 | Reggiana | Stadio Arena Garibaldi\| Arbitro: \| Lo Bello (Siracusa) \| |
| Arbitro:                         | Lo Bello (Siracusa) |       |          |                                                             |

### Coppa Italia

#### Settimo girone
| 23 agosto 1981 1ª giornata |  | – Turno riposo Reggiana |  |  |

| Arbitro: | Pirandola (Lecce) |

|              |           |             |
| De Nadai 56’ | Marcatori | 42’ Zandoli |

| Arbitro: | Milan (Treviso) |

|                                  |           |  |
| Erba 37’ (rig.) A. Carnevale 71’ | Marcatori |  |

| Reggio Emilia 2 settembre 1981 4ª giornata | Reggiana          | 0 – 0 | Udinese | Stadio Mirabello\| Arbitro: \| Mattei (Macerata) \| |
| Arbitro:                                   | Mattei (Macerata) |       |         |                                                     |

| Arbitro: | Paparesta (Bari) |

|                         |           |                                 |
| Marocchi 20’ Chiodi 22’ | Marcatori | 45’ Zandoli 76’ S. Trevisanello |

#### Quarti di finale
| Arbitro: | Redini (Pisa) |

|             |           |  |
| Zandoli 84’ | Marcatori |  |

| Arbitro: | Lanese (Messina) |

|             |                      |  |
| P. Sala 71’ | Marcatori            |  |
|             | Tiri di rigore 5 – 3 |  |

## Statistiche

### Statistiche di squadra
| Competizione | Punti | In casa | In casa | In casa | In casa | In casa | In casa | In trasferta | In trasferta | In trasferta | In trasferta | In trasferta | In trasferta | Totale | Totale | Totale | Totale | Totale | Totale | DR |
| Competizione | Punti | G       | V       | N       | P       | Gf      | Gs      | G            | V            | N            | P            | Gf           | Gs           | G      | V      | N      | P      | Gf     | Gs     | DR |
| ------------ | ----- | ------- | ------- | ------- | ------- | ------- | ------- | ------------ | ------------ | ------------ | ------------ | ------------ | ------------ | ------ | ------ | ------ | ------ | ------ | ------ | -- |
| Serie B      | 37    | 19      | 5       | 12      | 2       | 18      | 13      | 19           | 3            | 9            | 7            | 13           | 23           | 38     | 8      | 21     | 9      | 31     | 36     | -5 |
| Coppa Italia |       | 3       | 2       | 1       | 0       | 3       | 0       | 3            | 1            | 1            | 1            | 4            | 3            | 6      | 3      | 2      | 1      | 7      | 3      | +4 |
| Totale       |       | 22      | 7       | 13      | 2       | 21      | 13      | 22           | 4            | 10           | 8            | 17           | 26           | 44     | 11     | 23     | 10     | 38     | 39     | -1 |

### Statistiche dei giocatori
| Giocatore       | Serie B  | Serie B | Serie B     | Serie B    | Coppa Italia | Coppa Italia | Coppa Italia | Coppa Italia | Totale   | Totale | Totale      | Totale     |
| Giocatore       | Presenze | Reti    | Ammonizioni | Espulsioni | Presenze     | Reti         | Ammonizioni  | Espulsioni   | Presenze | Reti   | Ammonizioni | Espulsioni |
| --------------- | -------- | ------- | ----------- | ---------- | ------------ | ------------ | ------------ | ------------ | -------- | ------ | ----------- | ---------- |
| P. Bencini      | 28       | 0       | ?           | ?          | ?            | ?            | ?            | ?            | 28+      | 0+     | ?           | ?          |
| R. Bosco        | 4        | 0       | ?           | ?          | ?            | ?            | ?            | ?            | 4+       | 0+     | ?           | ?          |
| G. Bruzzone     | 29       | 3       | ?           | ?          | ?            | ?            | ?            | ?            | 29+      | 3+     | ?           | ?          |
| A. Carnevale    | 33       | 5       | ?           | ?          | ?            | ?            | ?            | ?            | 33+      | 5+     | ?           | ?          |
| R. Catterina    | 31       | 0       | ?           | ?          | ?            | ?            | ?            | ?            | 31+      | 0+     | ?           | ?          |
| G. Corradini    | 36       | 2       | ?           | ?          | ?            | ?            | ?            | ?            | 36+      | 2+     | ?           | ?          |
| S. Eberini      | 34       | -28     | ?           | ?          | ?            | ?            | ?            | ?            | 34+      | -28+   | ?           | ?          |
| V. Erba         | 16       | 2       | ?           | ?          | ?            | ?            | ?            | ?            | 16+      | 2+     | ?           | ?          |
| M. Fogli        | 4        | 0       | ?           | ?          | ?            | ?            | ?            | ?            | 4+       | 0+     | ?           | ?          |
| E. Galasso      | 35       | 1       | ?           | ?          | ?            | ?            | ?            | ?            | 35+      | 1+     | ?           | ?          |
| L. Lovari       | 6        | -8      | ?           | ?          | ?            | ?            | ?            | ?            | 6+       | -8+    | ?           | ?          |
| M. Marocchi     | 19       | 1       | ?           | ?          | ?            | ?            | ?            | ?            | 19+      | 1+     | ?           | ?          |
| G. Matteoli     | 38       | 5       | ?           | ?          | ?            | ?            | ?            | ?            | 38+      | 5+     | ?           | ?          |
| S. Paraluppi    | 3        | 0       | ?           | ?          | ?            | ?            | ?            | ?            | 3+       | 0+     | ?           | ?          |
| G. Pallavicini  | 30       | 1       | ?           | ?          | ?            | ?            | ?            | ?            | 30+      | 1+     | ?           | ?          |
| L. Sola         | 36       | 2       | ?           | ?          | ?            | ?            | ?            | ?            | 36+      | 2+     | ?           | ?          |
| S. Trevisanello | 31       | 2       | ?           | ?          | ?            | ?            | ?            | ?            | 31+      | 2+     | ?           | ?          |
| P. Volpi        | 34       | 0       | ?           | ?          | ?            | ?            | ?            | ?            | 34+      | 0+     | ?           | ?          |
| F. Zandoli      | 25       | 3       | ?           | ?          | ?            | ?            | ?            | ?            | 25+      | 3+     | ?           | ?          |